# آمبودیمانگا (آمپارافاراوولا)
آمبودیمانگا (انگلیسی: Ambodimanga, Amparafaravola) یک منطقهٔ مسکونی در ماداگاسکار است که در آلائوترا-مانگورو واقع شده‌است